# Gura Foii
Gura Foii es una comuna ubicada en el distrito de Dâmbovița, Rumania.

## Superficie
Posee una superficie de 24,22 kilómetros cuadrados.

## Demografía
Hasta 2021 la población era de 2059 habitantes, con una densidad de población de 85,01 habitantes por kilómetro cuadrado.